# Višňáry
Višňáry jsou malá vesnice, část obce Morašice v okrese Svitavy. Nachází se 2 km na východ od Morašic a 3 km na západ od Litomyšle. Prochází zde silnice II/358. V roce 2009 zde bylo evidováno 8 adres. V roce 2023 zde trvale žilo 21 obyvatel.
Višňáry leží v katastrálním území Řikovice u Litomyšle o výměře 2,69 km2.

## Další fotografie

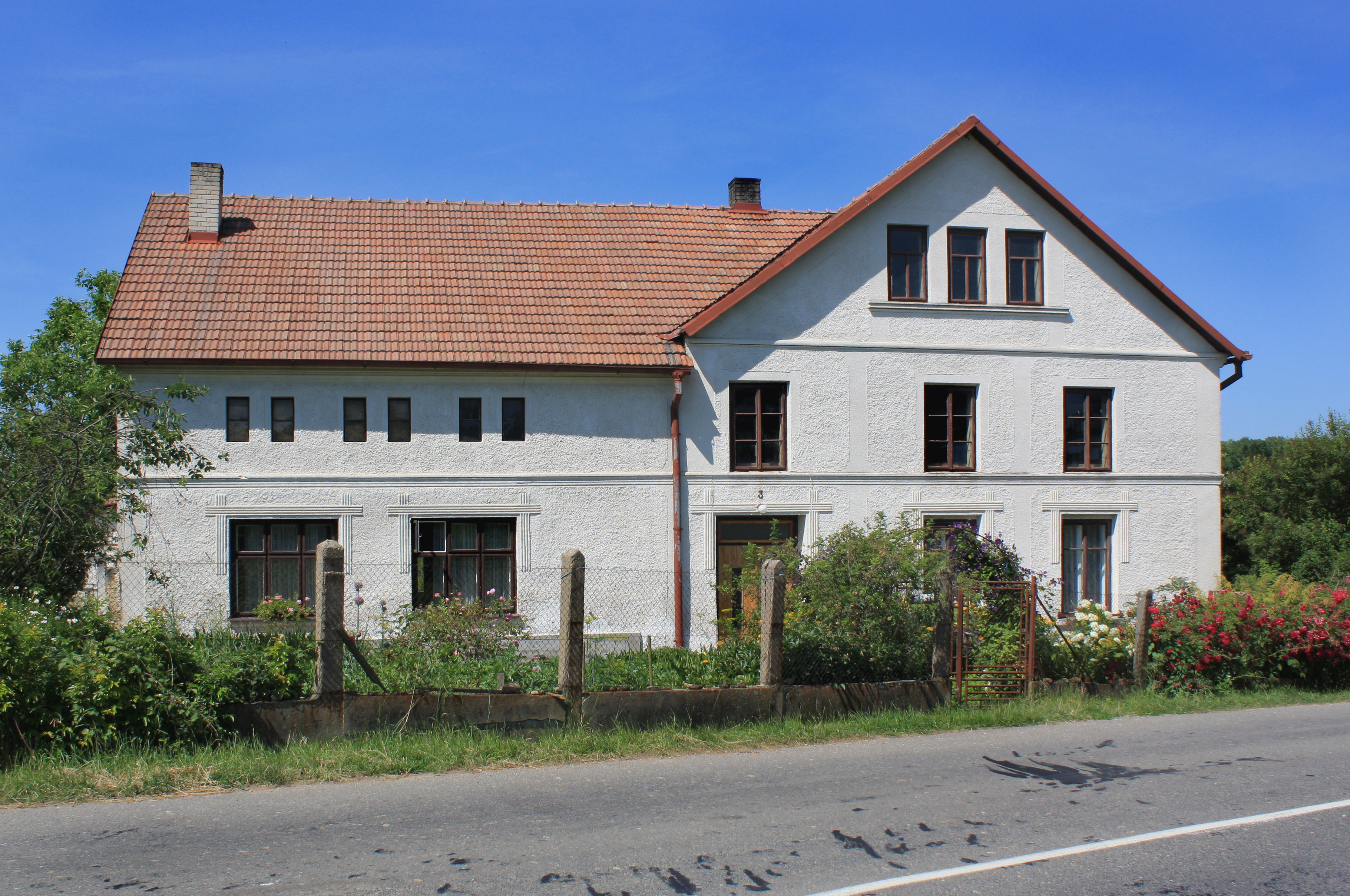
Dům čp. 3
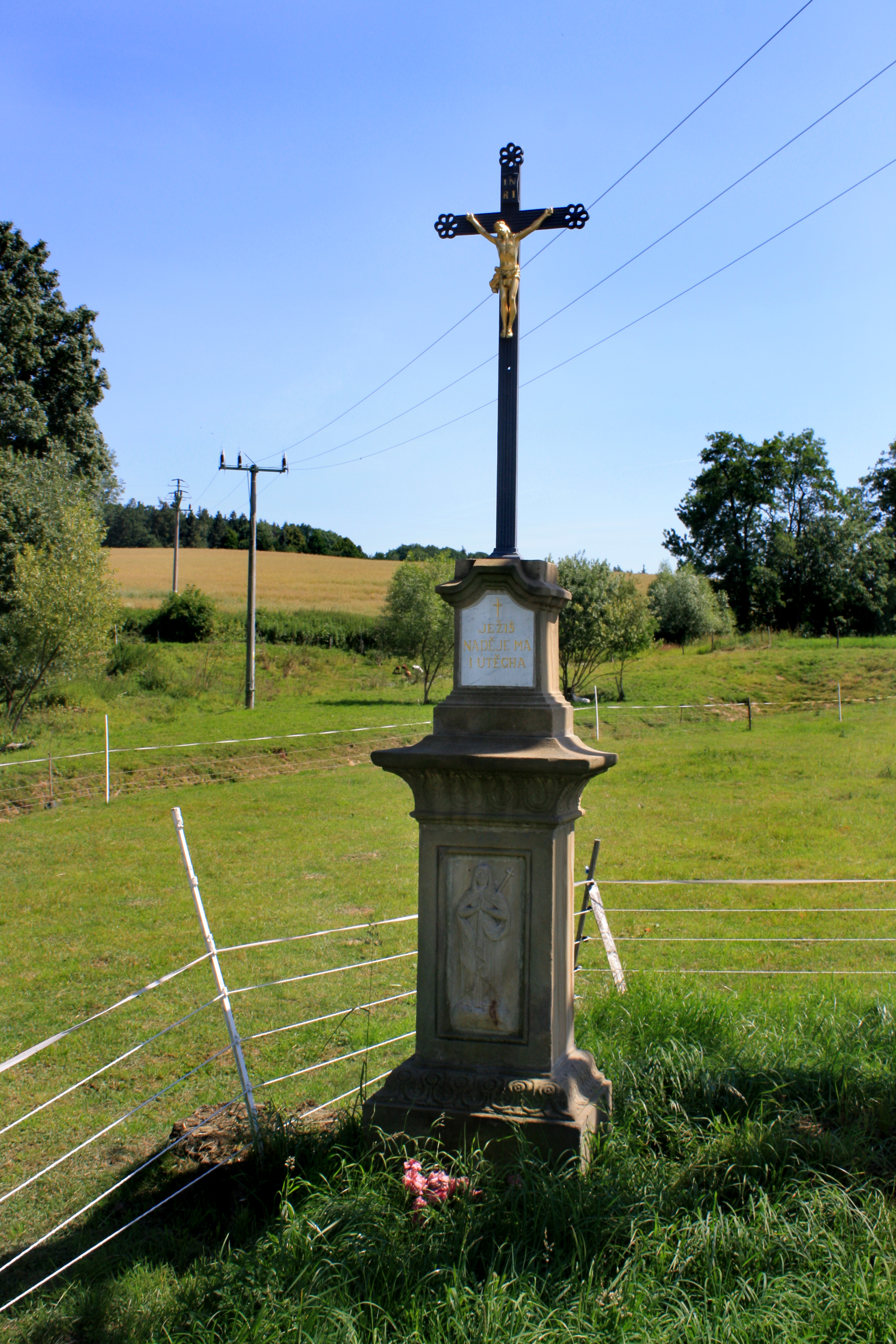
Křížek u silnice
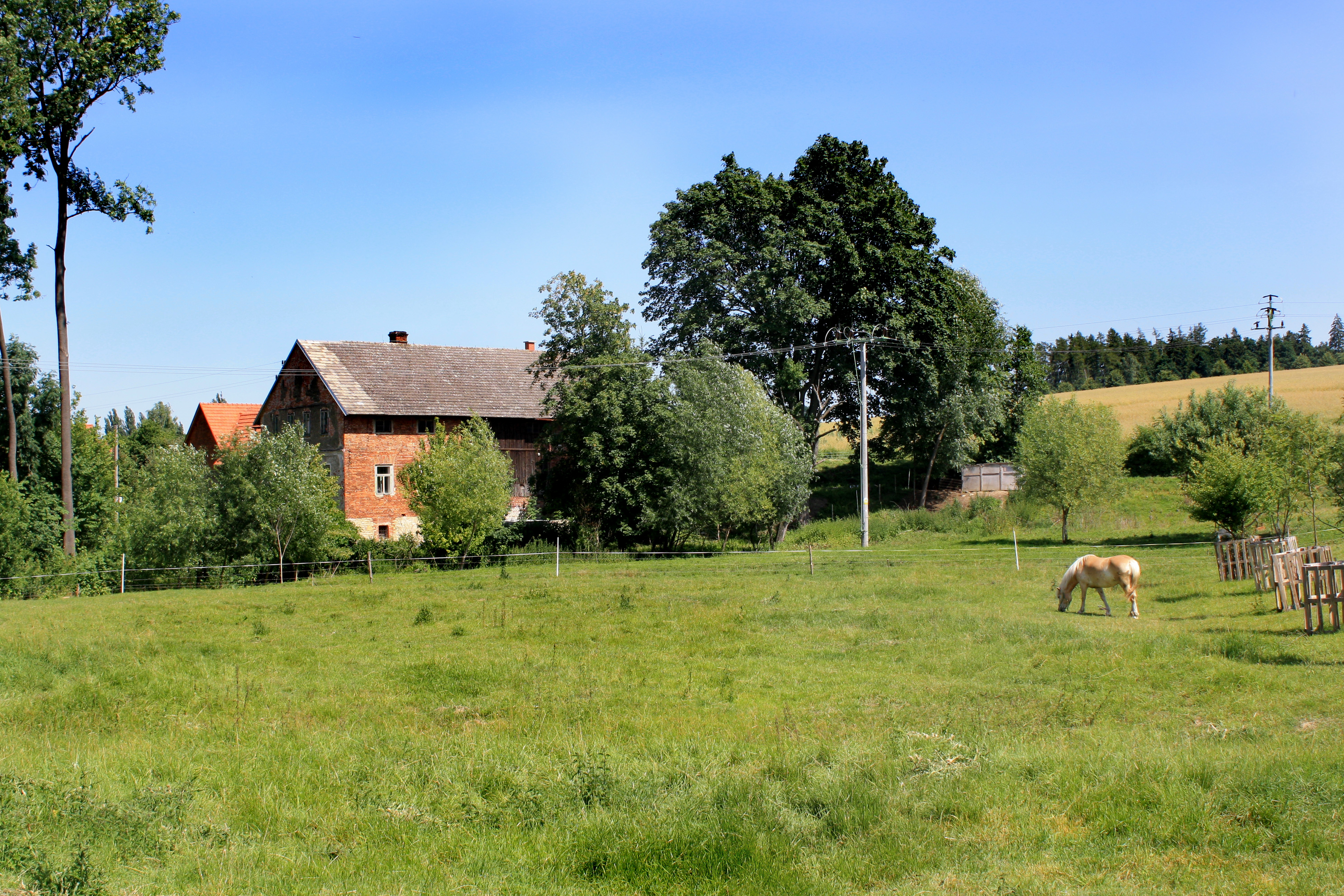
Pastviny